# Laurisilva

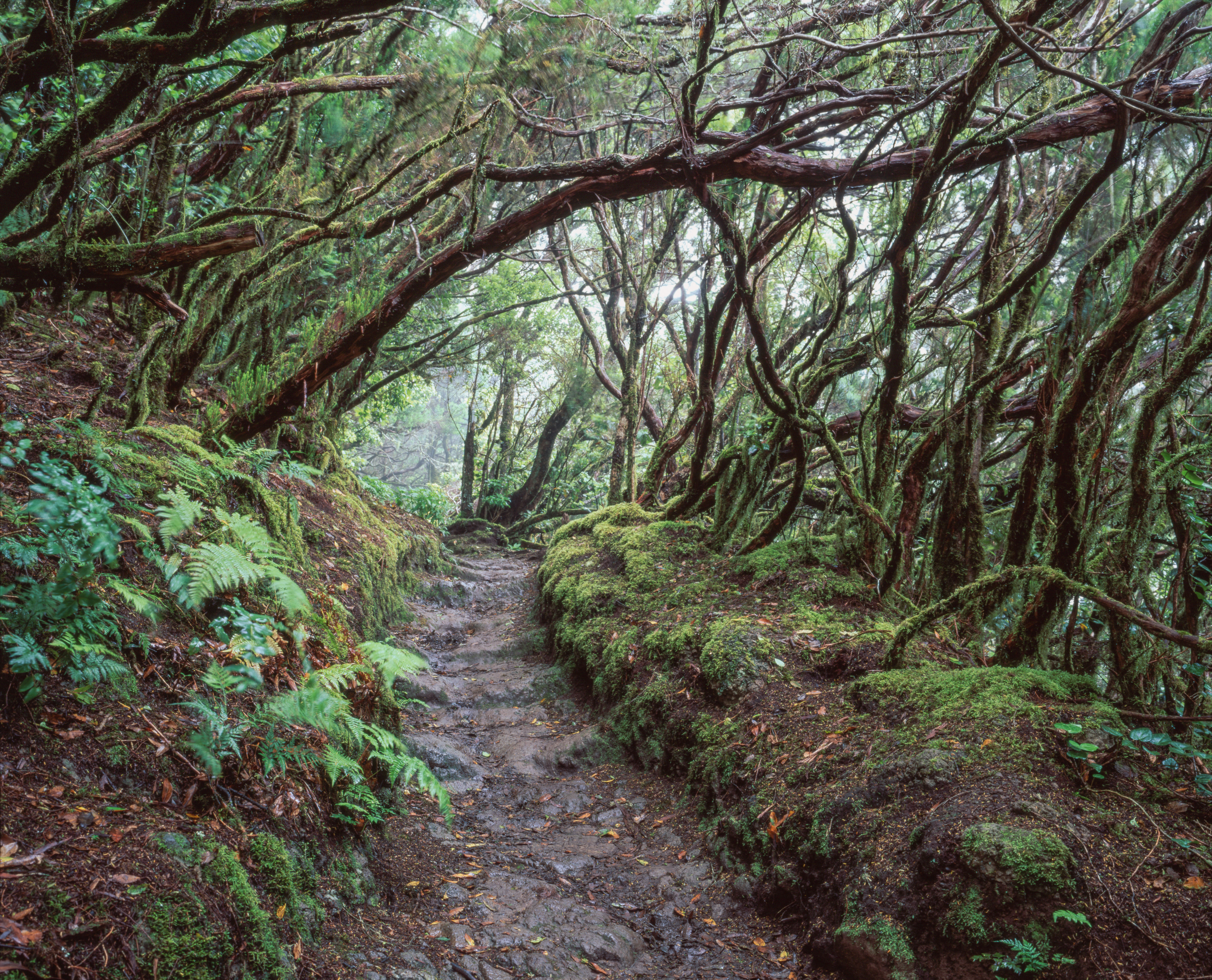
Vavřínový les v oblasti Anaga, Tenerife, Kanárské ostrovy

Laurisilva či vavřínový les je les pralesovitého typu, který se vyskytuje na několika makaronézských ostrovech. Vyskytuje se v něm relativně velké množství endemických organizmů. Díky své jedinečnosti byl vavřínový les na Madeiře zapsán v roce 1999 na Seznam světového dědictví UNESCO.

## Historie
Prales tohoto typu kdysi pokrýval většinu evropského kontinentu. Se změnou klimatu však ustoupil a relikty původního pralesa přežily do dnešních dnů jen v Makaronésii (lesy vavřínového typu jsou i v jižní Číně, v Japonsku a v Tasmánii; zastoupení rostlinných a živočišných druhů je tam však zcela odlišné).
Následkem odlesňování, zemědělství, pastvy a dovezením exotických rostlin zabírá laurisilva v Makaronésii stále menší rozlohu:
- na ostrově Madeira necelých 150 km²
- na Kanárských ostrovech: Tenerife (60 km² – v oblasti Anaga), La Gomera (20 km²), nepatrné plochy na La Palmě a Gran Canarii
- na Azorách (Pico, Terceira, São Miguel) nepatrné plochy

## Vavřínový les na ostrově Madeira

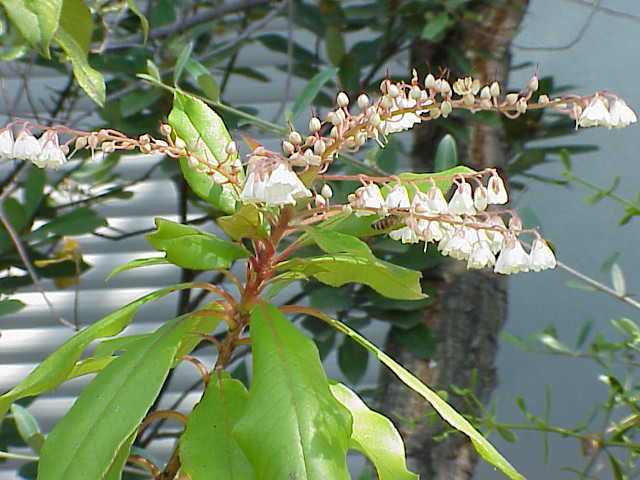
Jochovec stromovitý

Na ostrově Madeira se vyskytují na severních svazích v nadmořských výškách 300 až 1400 m a v 700 až 1600 m na svazích jižních v oblastech, které jsou každý den několik hodin pokryty mlhou. Pokud jde o rostliny a živočichy, je madeirský prales z 90 % původní, některé druhy jsou madeirské endemity.

## Endemité ve vavřínových lesech
Najdeme zde vavřín azorský (Laurus azorica), jehož plody – černými kuličkami – se živí holub dlouhoprstý (Columba trocaz), vavřín kanárský (Laurus novocanariensis), obaleň páchnoucí (Ocotea foetens), avokádo (Persea indica), cesmínu kanárskou (Ilex canariensis), jochovec stromovitý (Clethra arborea), vřesovec stromovitý (Erica arborea) aj.